# Alfons Berg
Alfons Berg (Sinzig, 1955. október 10. –) német nemzeti labdarúgó-játékvezető. Polgári foglalkozása mérnök tanár.

## Pályafutása

### Nemzeti játékvezetés
Játékvezetésből 1974-ben Mainzban vizsgázott. Vizsgáját követően a Rajna-vidék-Pfalz tartományi Labdarúgó-szövetség által felügyelt labdarúgó bajnokságokban kezdte sportszolgálatát. A Német labdarúgó-szövetség (DFB) Játékvezető Bizottságának minősítésével  1986-tól a 2. Bundesliga, majd 1989-től a Bundesliga játékvezetője. Küldési gyakorlat szerint rendszeres partbírói szolgálatot is végzett. A játékvezetéstől 2002-ben visszavonult. 2. Bundesliga mérkőzéseinek száma: 81. Bundesliga mérkőzéseinek száma: 155.
| Időpont             | Helyszín                               | Mérkőzés típusa             | Mérkőzés                                  | Eredmény | Nézők száma |
| ------------------- | -------------------------------------- | --------------------------- | ----------------------------------------- | -------- | ----------- |
| 1989. szeptember 1. | Grotenburg-Stadion, Krefeld            | első Bundesliga mérkőzése   | KFC Uerdingen 05–VfL Bochum               | 3 – 1    | 15 500      |
| 2002. május 4.      | Borussia-Park Stadion, Mönchengladbach | utolsó Bundesliga mérkőzése | Borussia Mönchengladbach–TSV 1860 München | 2 – 4    | 34 500      |

#### Nemzeti kupamérkőzések
Vezetett kupadöntők száma: 1.

##### Német labdarúgókupa
| Időpont        | Helyszín                 | Mérkőzés típusa | Mérkőzés                           | Eredmény | Nézők száma |
| -------------- | ------------------------ | --------------- | ---------------------------------- | -------- | ----------- |
| 2000. május 6. | Olimpiai Stadion, Berlin | döntő           | FC Bayern München–SV Werder Bremen | 3 – 0    | 76 000      |

##### Német labdarúgó-ligakupa
| Időpont          | Helyszín                    | Mérkőzés típusa | Mérkőzés                 | Eredmény | Nézők száma |
| ---------------- | --------------------------- | --------------- | ------------------------ | -------- | ----------- |
| 2001. július 21. | Carl-Benz-Stadion, Mannheim | döntő           | Hertha BSC–FC Schalke 04 | 4 – 1    | 10 000      |

## Elismerések, díjak
A DFB JB éves értékelése alapján az 1996/1997 bajnoki év végén az Év Játékvezetője elismerő címet adományozta számára.